# Never for Ever (album de Kate Bush)
Never for Ever es el tercer álbum de estudio de la cantante inglesa Kate Bush. Lanzado en septiembre de 1980, fue el primero de la artista en lograr el número uno en las listas de popularidad, así como también fue el primero en general por una solista británica en encabezar el UK album chart y debutar en la primera posición. Desde entonces ha sido certificado oro por la BPI. Esté Incluye los éxitos "Breathing", "Army Dreamers" y "Babooshka", esté último siendo uno de sus más grandes éxitos. Bush coprodujo el álbum juntó a Jon Kelly.

## Antecedentes
La producción comenzó al finalizar su tour de 1979. Never for Ever fue el segundo paso de Bush como productora (el primero siendo el EP "On Stage" lanzado un año antes), con ayuda de Jon Kelly, ingeniero de Lionheart (1978). Bush estaba decidida a empezar a producir su propia música y declaró que este era el primero de sus álbumes con el que estaba realmente feliz.
Los primeros dos álbumes habían resultado en un sonido particular, el cual era evidente en cada canción, con exuberantes arreglos orquestales. El rango de estilos en Never for Ever es mucho más diverso, desde el roquero "Violin" hasta el exitoso y reflexivo vals "Army Dreamers". Never for Ever fue el primer álbum de Bush en incluir sintetizadores digitales y caja de ritmos, en particular el Fairlight CMI, el cual fue programado por Richard James Burgess y John L. Walters. Al igual que sus trabajos previos, fue inicialmente compuesto en piano.
Las influencias literarias y cinemáticas de Bush se hicieron presentes una vez más en este proyecto. "The Infant Kiss", la historia de una institutriz que está espantada por los sentimientos que tiene por el niño a su cargo (El cual está poseído por el espíritu de un hombre adulto), fue inspirada por la película "The Innocents" (1961), que a su vez había sido inspirada por la novela de Henry James "The Turn of the Screw". La canción "The Wedding List" Bebe del film "La novia vestía de negro" (1968) dirigida por François Truffaut. "Delius" fue inspirada por el largometraje "Song of Summer" (1968), que retrara los últimos seis años de vida del compositor británico Frederick Delius, cuándo Eric Fenby era a su copista. Fenby también es mencionado en la letra ("in B, Fenby"). "Blow Away (for Bill)" conmemora su fallecido iluminador Bill Duffield, que resultó muerto tras un accidente en Poole Arts Centre durante el tour de 1979; La canción enlaza su nombre a aquellos varios músicos que murieron en la década previa cómo —Minnie Riperton, Keith Moon, Sandy Denny, Sid Vicious, Marc Bolan y Buddy Holly.
Never for Ever es el único álbum de estudio de la cantante juntó a Director's Cut (2011) qué no incluye una pista homónima. Según Bush, el título hacé alusión a emociones conflictivas, buenas y malas, que pasan, como ella dijo: "debemos decirle a nuestros corazones que es 'nunca para siempre', y estar felices que es así". La portada es una ilustración a lápiz hecha por el artista Nick Price, que también había diseñado el póster para su tour de 1979. Bush estaba muy complacida con los resultados (el dibujo muestra una multitud de animales y monstruos que emergen debajo de su falda). Sobre este concepto, Bush declaró que refleja el título, mostrando las cosas buenas y malas que emergen de ti. El álbum fue lanzado en CD en Japón en 1987 con la portada modificada. mostrando una porción de la portada original, creando dos portadas diferentes: la del exterior modificada; y la original en el interior. La portada fue votada cómo la mejor de los 80 por Record Mirror.

## Lanzamiento y Recepción Crítica
Después de haber completado el álbum en mayo, Never for Ever fue lanzado el 7 de septiembre de 1980. Durante la semana siguiente, Bush realizó una gira de autógrafos por el Reino Unido, incluyendo Londres, que dio lugar a largas colas por Oxford Street. En octubre también realizó apariciones promocionales para el álbum en toda Europa, principalmente en Alemania y Francia. En los Estados Unidos, el álbum inicialmente no fue lanzado tras el fracaso de su debut. Sin embargo, como Bush ganó un culto en los próximos años, Never for Ever fue lanzado tardíamente en 1984 tras la entrada en listas de su cuarto álbum The Dreaming.
Never for Ever entró en el UK Albums Chart el 20 de septiembre de 1980 en la posición N.º 1. Permaneció allí por una semana, terminó quedándose en el top 75 por un total de 23 semanas. El álbum se convirtió en el primer disco de Bush en alcanzar la primera posición en la lista de álbumes del Reino Unido, Convirtiéndose así en la primera solista británica en lograr este estatus. Técnicamente, Never for Ever es el primer álbum de estudio (No compilación de grandes éxitos) por cualquier solista femenina en alcanzar el número 1 en el Reino Unido, Solo Barbra Streisand y Connie Francis habían logrado la hazaña antes de 1980 pero con álbumes recopilatorios (Diana Ross también había conseguido tres álbumes número 1 en el Reino Unido para entonces, pero también eran recopilaciones y se acreditaron a Diana Ross & The Supremes, y por lo tanto no eran álbumes solistas.
Tres sencillos fueron sacados del álbum.—a todos les fue bien en listas. El sencillo líder, "Breathing", Alcanzó la posición N.º 16 en Reino Unido, al igual que el tercero, "Army Dreamers". El segundo sencillo, "Babooshka", se convirtió en uno de los mayores éxitos de Bush, alcanzando el puesto N.º 5 en el verano de 1980 en el Reino Unido y le fue aún mejor en Australia, donde alcanzó el N.º 2 y fue el vigésimo sencillo más vendido de ese año.
El álbum fue recibido favorablemente por los críticos en ese momento, a excepción de una crítica por Record Mirror, que parece criticar el álbum (y a la misma Bush), mientras complementa varias pistas.. Basado principalmente en este álbum, Bush fue elegida "Mejor artista femenina de 1980" en las encuestas tomadas en Melody Maker, Capital Radio, Sounds y el Sunday Telegraph. Bush misma ha dicho que esté es su álbum favorito hasta la fecha. Más recientemente, AllMusic le dio al álbum una crítica favorable, felicitando los tres sencillos y expresando que Bush mejoraría la fórmula en los álbumes posteriores.

## Lista de canciones
Todas las canciones escritas y compuestas por Kate Bush. 
| Side one |                           |          |  |
| N.º      | Título                    | Duración |  |
| 1.       | «Babooshka»               | 3:20     |  |
| 2.       | «Delius (Song of Summer)» | 2:51     |  |
| 3.       | «Blow Away»               | 3:33     |  |
| 4.       | «All We Ever Look For»    | 3:47     |  |
| 5.       | «Egypt»                   | 4:10     |  |

| Side two |                       |          |  |
| N.º      | Título                | Duración |  |
| 6.       | «The Wedding List»    | 4:15     |  |
| 7.       | «Violin»              | 3:15     |  |
| 8.       | «The Infant Kiss»     | 2:50     |  |
| 9.       | «Night Scented Stock» | 0:51     |  |
| 10.      | «Army Dreamers»       | 2:55     |  |
| 11.      | «Breathing»           | 5:29     |  |

## Personal
- Kate Bush – vocals, piano, keyboards, harmony vocals, Fairlight CMI digital sampling synthesizer, Yamaha CS-80 polyphonic synthesizer (1, 4), arranger
- John L. Walters and Richard James Burgess – Fairlight CMI programming
- Max Middleton – Fender Rhodes (1, 3, 5, 6, 10), Minimoog (5), string arrangements (3, 6)
- Duncan Mackay – Fairlight CMI (4, 9)
- Mike Moran – Prophet 5 synthesizer (5)
- Larry Fast – Prophet synthesizer (10)
- Alan Murphy – electric guitar (1, 2, 6, 7, 8, 9, 10), electric guitar solo (7), acoustic guitar (4), bass acoustic guitar (9)
- Brian Bath – electric guitar (1, 6, 7, 10), acoustic guitar (3, 4, 9), backing vocals (6, 9)
- Paddy Bush – backing vocals (1, 4, 5, 6, 9), balalaika (1), sitar, bass vocals and voice of "Delius" (2), koto (4), strumento de porco (psaltery) (5), armónica and saw (6), banshee (7), mandolin (9)
- Kevin Burke – violin (7)
- Adam Skeaping – viola (8), string arrangements (8)
- Joseph Skeaping – lironi (8), string arrangements (8)
- John Giblin – bass (1), fretless bass (11)
- Del Palmer – fretless bass (3), bass (5, 6, 7)
- Stuart Elliot – drums (1, 10), bodhran (9)
- Preston Heyman – percussion (2, 3, 5), drums (3, 5, 6, 7), backing vocals (4, 6)
- Roland – percussion (2)
- Morris Pert – timpani (4), percussion (10)
- Ian Bairnson – bass vocals (2)
- Gary Hurst – backing vocals (1, 4)
- Andrew Bryant – backing vocals (4)
- Roy Harper – backing vocals (11)
- The Martyn Ford Orchestra – strings (3, 6)

Production
- Kate Bush – producer
- Jon Kelly – co-producer, recording engineer
- Jon Jacobs – assistant engineer

## Posición en Listas

### Listas Semanales
| Lista (1980)                              | Posición |
| ----------------------------------------- | -------- |
| Australian Kent Music Report Albums Chart | 7        |
| Canadian RPM Albums Chart                 | 44       |
| Dutch Mega Albums Chart                   | 4        |
| French SNEP Albums Chart                  | 1        |
| Israeli Albums Chart                      | 5        |
| Japanese Oricon LPs Chart                 | 40       |
| New Zealand Albums Chart                  | 31       |
| Norwegian VG-lista Albums Chart           | 2        |
| Swedish Albums Chart                      | 16       |
| UK Albums Chart                           | 1        |
| West German Media Control Albums Chart    | 5        |

### Listas de Fin de Año
| Lista (1980)            | Posición |
| ----------------------- | -------- |
| Australian Albums Chart | 55       |
| Dutch Albums Chart      | 31       |
| French Albums Chart     | 34       |
| UK Albums Chart         | 27       |